# Xiuying-Fort

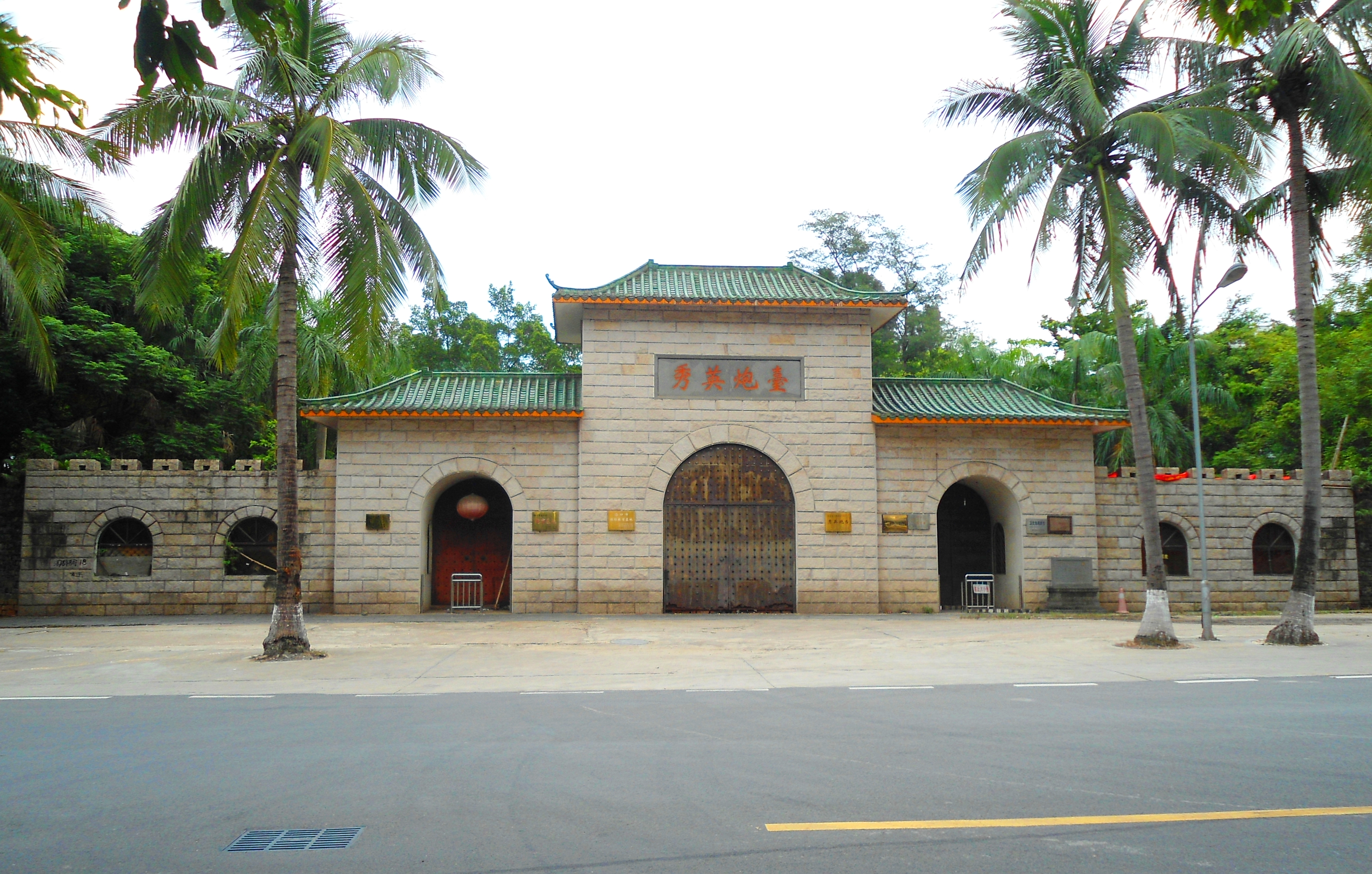
Xiuying-Fort: Haupteingang

Das Xiuying-Fort bzw. die Xiuying-Forts (秀英炮台,  Xiùyīng pàotái) auf der Haixiu-Straße des Stadtbezirks Xiuying von Haikou in der chinesischen Inselprovinz Hainan wurden 1890 nach dem Chinesisch-Französischen Krieges in der Zeit der späten Qing-Dynastie erbaut, um die südöstliche Ecke Chinas zu verteidigen. Die fünf großen Geschützbatterien sind noch heute intakt.
Die Anlage steht seit 2006 auf der Liste der Denkmäler der Volksrepublik China (6-1031).
Koordinaten: 20° 1′ 25″ N, 110° 18′ 12″ O